# Guty Podleśne
Guty Podleśne – wieś w Polsce położona w województwie podlaskim, w powiecie kolneńskim, w gminie Grabowo. Leży nad Skrodą dopływem Pisy.
Na przełomie 1783/1784 wieś leżała w parafii Grabowo, dekanat wąsoski diecezji płockiej i była własnością pięciu rodzin szlacheckich: Bagińskiego, Czaplickiego, Chutkowskich, Gutowskich i Rakowskich. W latach 1975–1998 miejscowość administracyjnie należała do województwa łomżyńskiego.
Wierni kościoła rzymskokatolickiego należą do parafii św. Jana Chrzciciela w Grabowie.